# Mercenary for Justice
Mercenary for Justice è un film statunitense del 2006 diretto da Don E. FauntLeRoy.

## Trama
John Seeger, un mercenario ex militare dell'esercito statunitense pluridecorato durante la guerra del golfo che lavora per conto della CIA, durante una missione in Sudafrica vede morire uno dei compagni d'armi. In punto di morte prometterà a questi di prendersi cura della moglie e del figlio di lui, a causa di ciò si vedrà costretto ad accettare sotto ricatto di liberare il figlio di un potente trafficante di droga internazionale, rinchiuso in un carcere di massima sicurezza nel Sudafrica.

## Distribuzione
Anche in Italia è uscito in DVD.